# Nesticus ionescui
Nesticus ionescui là một loài nhện trong họ Nesticidae.
Loài này thuộc chi Nesticus. Nesticus ionescui được miêu tả năm 1979 bởi Dumitrescu.